# جون أوجوست
جون أوجوست (بالإنجليزية: John August)‏ ولد الكاتب والمنتج الأمريكي (جون ميسي) الشهير بــ(جون أوجوست) في بولدر، كولورادو، عام 1970، وقد تخرج من مدرسة المؤتمر الصومالي الموحد، ثم حصل على شهادة البكالوريوس في الصحافة من جامعة دريك في ولاية آيوا. انتقل جون من كولورادو إلى لوس أنجلوس للعيش هناك ومواصلة نشاطه الفني. وقد كانت أول مؤلفاته فيلم قصير عام 1998، في حين أن أبرز أعماله هما جزئي فيلم (ملائكة تشارلي) عامي 2000 - 2003 و(بيج فيش) عام 2003 و(فرانكنويني) عام 2012 و (الظلال الداكنة) عام 2012.

## روابط خارجية
- جون أوجوست على موقع IMDb (الإنجليزية)
- جون أوجوست على موقع ألو سيني (الفرنسية)
- جون أوجوست على موقع ميوزك برينز (الإنجليزية)
- جون أوجوست على موقع أول موفي (الإنجليزية)
- جون أوجوست على موقع بوكس أوفيس موجو (الإنجليزية)
- جون أوجوست على موقع قاعدة بيانات برودواي على الإنترنت (الإنجليزية)
- جون أوجوست على موقع قاعدة بيانات الأفلام السويدية (السويدية)
- جون أوجوست على موقع قاعدة بيانات الفيلم (الإنجليزية)
- جون أوجوست على موقع كينوبويسك (الروسية)